# Premio Michael Shaara a la Excelencia en Ficción de la Guerra Civil
El Premio Michael Shaara a la Excelencia en Ficción de la Guerra Civil es un premio literario anual otorgado al escritor de una obra de ficción relacionada con la guerra civil estadounidense. El premio fue iniciado por Jeffrey («Jeff») Shaara (n. 1952), y recibió el nombre de su padre, el escritor de ficción histórica Michael Shaara (1928-1988), quien ganó el Premio Pulitzer de 1975 por su novela de la guerra civil estadounidense The Killer Angels (1974) sobre la Batalla de Gettysburg, adaptada posteriormente al cine en la película Gettysburg de 1993, producida por Ted Turner y dirigida por Ronald Maxwell. 
La novela y la película originales más tarde se convirtieron en la inspiración para la precuela publicada por Jeffrey Shaara, Gods and Generals (1996) y la secuela The Last Full Measure (1998), un conjunto de novelas de las cuales Dioses y generales también se convirtió en película en 2003, enfocándose en la primera parte de la guerra con el general confederado Thomas J. («Stonewall») Jackson. 
Desde entonces, el joven Shaara también ha escrito otras novelas y series de ficción histórica sobre la Guerra Revolucionaria Americana, la Guerra México-Americana, la Primera Guerra Mundial y la Segunda Guerra Mundial. Más tarde volvió al tema de la Guerra Civil con un conjunto de obras centradas en el teatro occidental de la guerra (Teatro Trans-Misisipi).
Los 5000 dólares del premio se otorgaron por primera vez en 1997, en el Centro de la Guerra Civil de los Estados Unidos en la Universidad Estatal de Luisiana en Baton Rouge, Luisiana. En 2004, se trasladó al Instituto de la Guerra Civil en el Gettysburg College en Gettysburg, Pensilvania.

## Ganadores del premio
- 1997: Madison Jones, Nashville 1864[1]
- 1998: Donald McCaig, Jacob's Ladder: A Story of Virginia During the Civil War
- 1999: Robert J. Mrazek, Stonewall's Gold
- 2000: Richard Slotkin, Abe: A Novel of the Young Lincoln
- 2001: Marly Youmans, The Wolf Pit
- 2002: Marie Jakober, Only Call Us Faithful
- 2003: no se otorgó ningún premio
- 2004: Philip Lee Williams, A Distant Flame[1]
- 2005: no se otorgó ningún premio[3]
- 2006: E. L. Doctorow, The March[3]
- 2007: Howard Bahr, The Judas Field
- 2008: Donald McCaig, Canaan
- 2009: Nick Taylor, Disagreement
- 2010: Cornelia Nixon, Jarrettsville
- 2011: Robin Oliveira, My Name is Mary Sutter
- 2012: Sharon Ewell Foster, The Resurrection of Nat Turner, Part One: The Witnesses[4]
- 2013: Peter Troy, May the Road Rise Up to Meet You
- 2014: Dennis McFarland, Nostalgia